# CHEER UP
「CHEER UP」（チア アップ）は、韓国の音楽グループ・TWICEが2016年4月25日にリリースした楽曲であり、TWICEの2本目のミニアルバム・PAGE TWOのリードシングル。作詞・作曲を務めたのは、TWICEの前作であるLike OOH-AHHを手掛けたのと同様、韓国の作曲チームブラック・アイド・ピルスンと作詞家のサム・ルイス。2016年の韓国の音楽賞を総嘗めにした。

## 概要
CHEER UPはヒップホップ、トロピカル・ハウス、ドラムンベースなどの複数のジャンルの要素を取り入れたダンス曲であり、前作のLike OOH-AHH同様にメディアからは「カラーポップ」とも形容された。この曲の歌詞は、恋の悩みの苛立ちと不満を歌った曲となっている。
この曲はガオンチャートの2016年のベストソングにも認定された。また、同曲は韓国の特に有名な2つの音楽賞である、Melon Music AwardsとMnet Asian Music Awardsの2016年の大賞をそれぞれ受賞した。

## MV
「Cheer Up」のミュージックビデオは、ビデオ制作チーム「ナイーヴ」（金永城・柳承邑）の指揮の下で制作された。同MVは2016年4月25日に動画配信サイトのYouTubeでアップロードされた30分後に再生回数は40万回に達し、24時間足らずの内に100万回を記録、4月27日には700万回を突破した。
メンバー達はそれぞれ有名な映画のキャラクターに扮しており、ナヨンは『スクリーム』シリーズのシドニー・プレスコットを、ジョンヨンは『恋する惑星』のフェイ・ウォンを、モモは『トゥームレイダー』や『バイオハザードシリーズ』を連想させるアクションヒロインを、ジヒョは『チアーズ!』のチアリーダーを、ミナは『Love Letter』の藤井樹を、ダヒョンは黄真伊を、チェヨンは西部劇風のカウガールを、ツウィは『ティファニーで朝食を』のホリー・ゴライトリーを演じた。全員のダンスシーンでは、メンバーは全員がチアガールの衣装を着けて登場した。
5月27日にはMVの再生回数3500万回を記念して「Twice Avengers」と題したスペシャルミュージックビデオがリリースされた。スペシャルMVでは惑星のようなセットの上でメンバーが映画のキャラクターの衣装で踊るという内容になっている。
2016年11月17日には、MVの再生回数が1億回を突破した。その後、2017年8月9日に2億回の再生回数を記録し、これによりTWICEは複数のMVが再生回数2億回を記録した初のガールズグループとなった。